# Sven Lundgren (konstnär)
Sven Gunnar Lennart Lundgren, född 24 december 1919 i Höganäs, död 3 december 1995 i Helsingborg, var en svensk målare.
Lundgren studerade i konst i Helsingborg, Danmark och Norge. Hans konst består av stilleben, fönsterutsikter och landskap med en kraftig kolorit utförda i pastell.